# St. Anna (Kreuzberg)

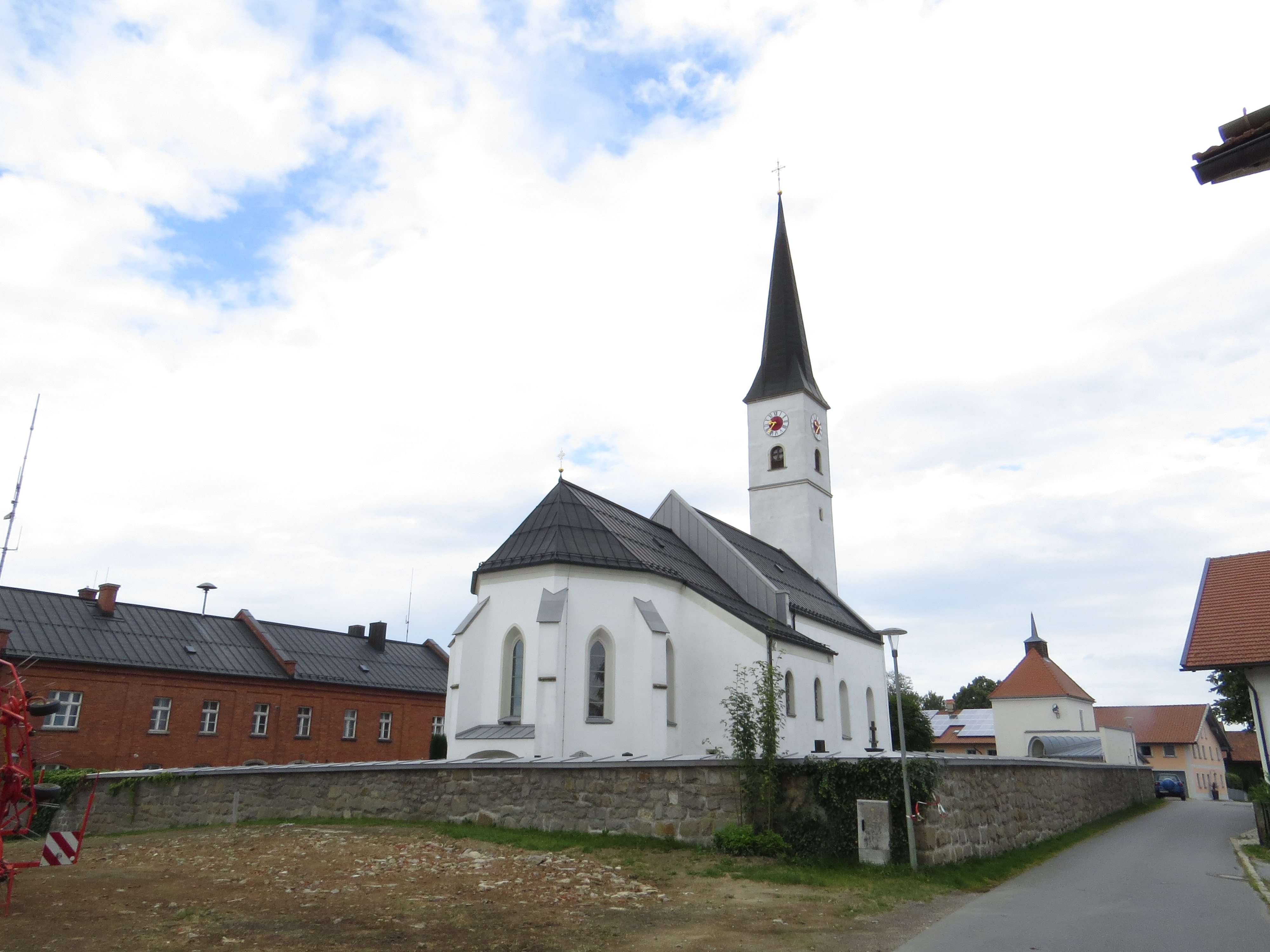
St. Anna (Kreuzberg)

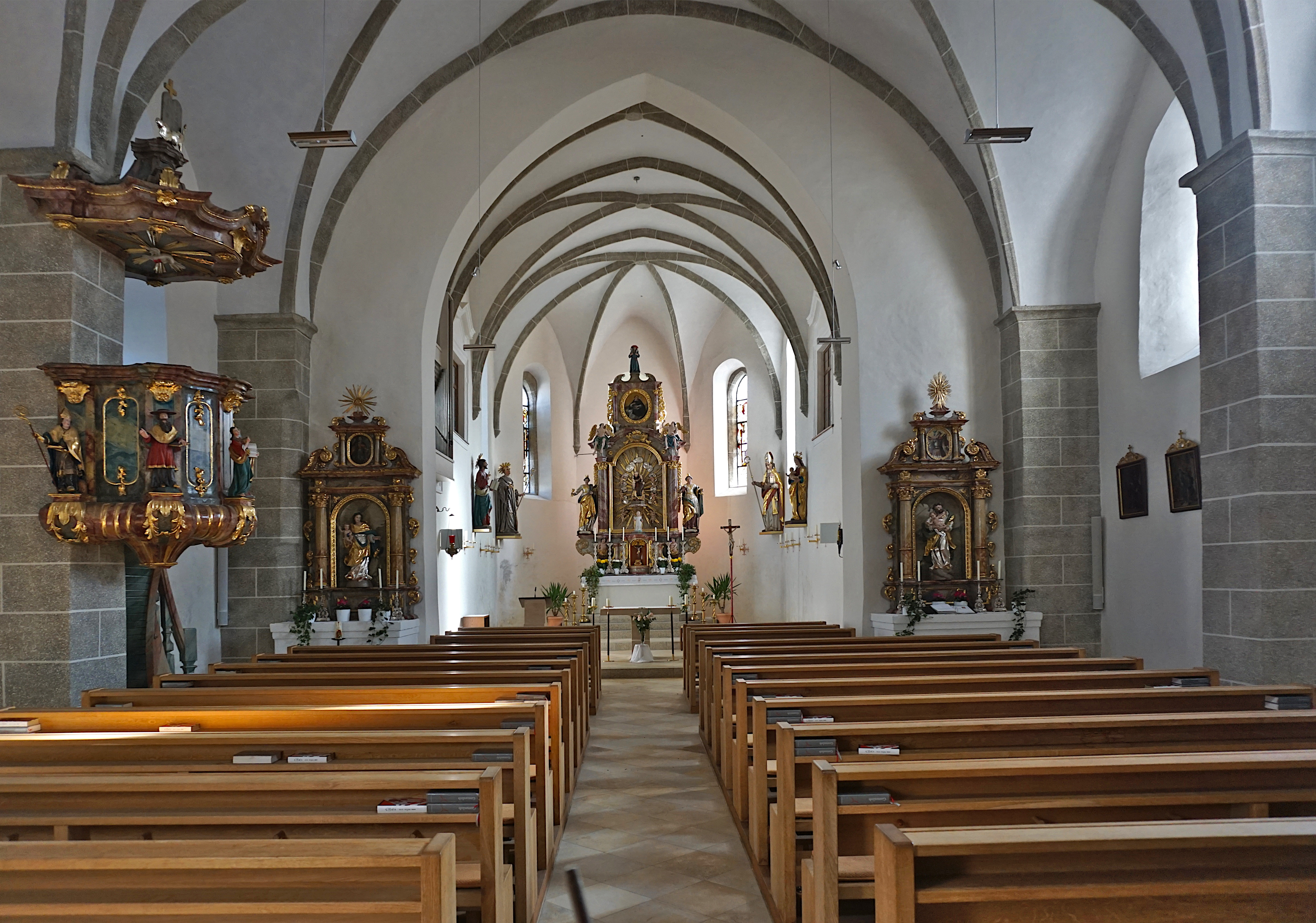
Innenraum der Pfarrkirche St. Anna

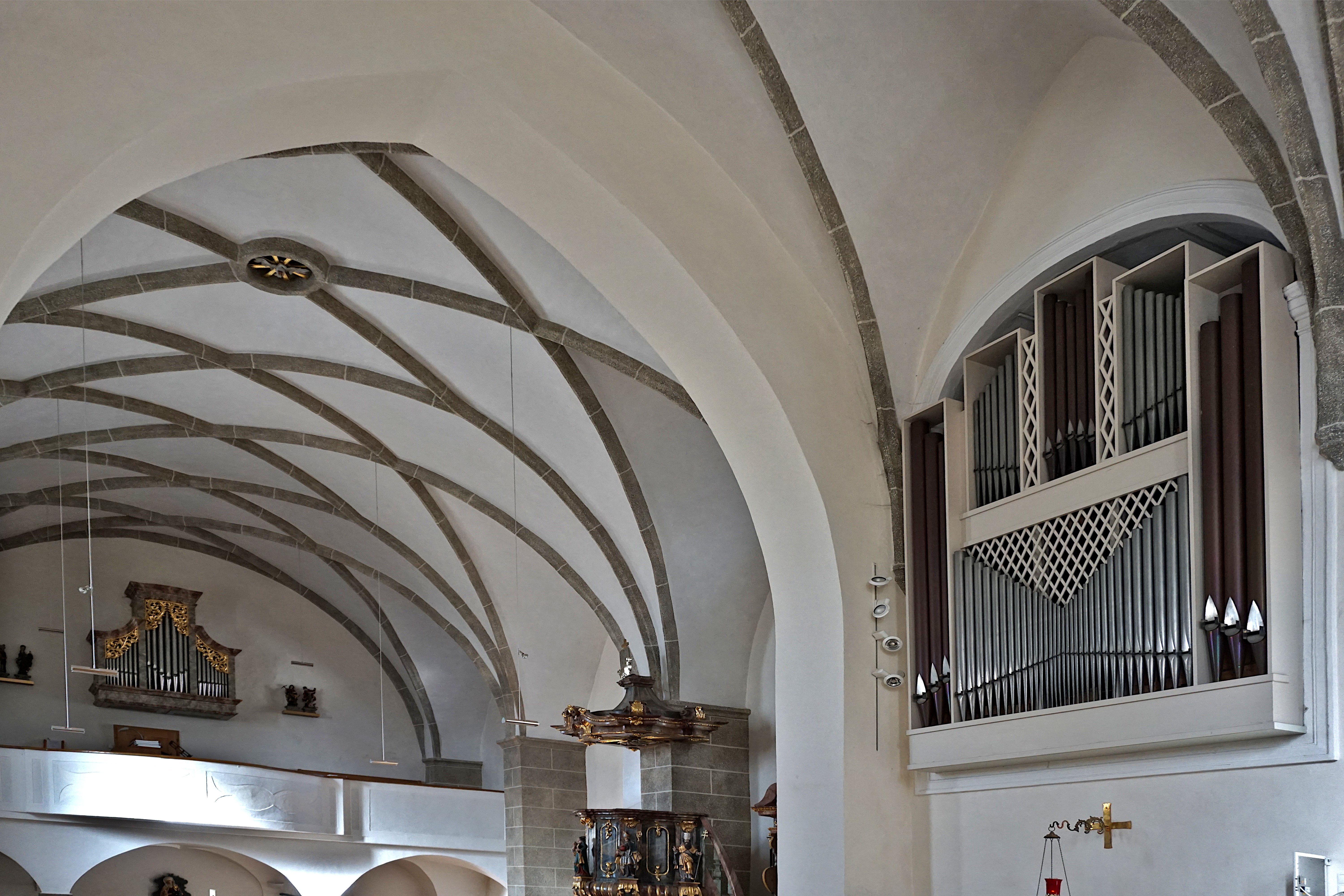
Orgel der Firma Eisenbarth

Die römisch-katholische Wallfahrtskirche St. Anna ist eine spätgotische, nachgotisch erweiterte Saalkirche im Ortsteil Kreuzberg von Freyung im niederbayerischen Landkreis Freyung-Grafenau. Sie gehört zum Pfarrverband Freyung-Kreuzberg-Ringelai im Dekanat Freyung-Grafenau des Bistums Passau.

## Geschichte und Architektur
Die Wallfahrt zum Kreuzberg ist seit 1429 urkundlich belegt und wurde durch die spätmittelalterliche Blüte der St.-Annen-Verehrung ausgelöst. Der Ort war Mittelpunkt der Wallfahrten im Bistum Passau bis zum Entstehen der Mariahilf-Wallfahrt in Passau. Im Jahr 1777 wird die Anzahl der Wallfahrer, welche die Kirche an den drei Samstagen nach dem Michaelistag am 29. September besuchten, mit 20 000 angegeben. Die Säkularisation und die Aufklärung führten dann zum Niedergang der Wallfahrt. Heute ist die Kirche wieder besonders zum Annentag am 26. Juli ein häufig besuchter Wallfahrtsort.
Das auf einem hohen Bergkegel gelegene Bauwerk wurde als Saalkirche mit Westturm beginnend mit dem Chor erbaut, der nach 1494 begonnen wurde. Der Westturm wurde 1903 mit einem Spitzhelm erhöht. Eine Neuordnung der Ausstattung erfolgte in den Jahren nach 1960.
Der Chor besteht aus zwei Jochen und einem Fünfachtelschluss. Er ist mit Kreuzrippengewölben geschlossen, die auf teils mit Masken verzierten Konsolen ruhen. Das erheblich breitere Schiff aus drei Jochen wurde erst nach 1603 erbaut. Das Tonnengewölbe ruht auf kräftigen Wandpfeilern mit gekehlten Kämpfern und ist mit Rippen in einfacher Rautenfigur versehen. Die massive Westempore entstammt der Barockzeit.
Die Kirche diente als Drehort für die Kriminalkomödie "Der Gauner und der liebe Gott" mit Gert Fröbe und Karlheinz Böhm (1960). Das Kircheninnere mit der alten Orgel ist im Film deutlich zu erkennen.

## Ausstattung
Der barocke Hochaltar stammt aus der Wallfahrtskirche Gartlberg bei Pfarrkirchen und stand dort ursprünglich an der nördlichen Chorwand. Das ehemalige Gemälde wurde bei einer Überarbeitung durch eine Holzfigurengruppe der heiligen Anna selbdritt ersetzt, die 1633 als freie Kopie nach einem spätgotischen Gnadenbild entstanden ist. Die als Pendants gestalteten Seitenaltäre zeigen flache Ädikula-Anlagen mit Knorpelornament; ein Altar davon ist nach einer Jahreszahl im Jahr 1673 entstanden.
Die Kanzel ist ein Werk des volkstümlichen Rokoko aus der Zeit um 1760 und ist mit geschnitzten Figuren verziert. Am Kanzelkorb sind Heilige, auf dem Kanzeldeckel die Kirchenväter und Christus als Guter Hirte dargestellt.
Mehrere hölzerne Figuren sind weiter zu erwähnen, darunter eine Gruppe der heiligen Anna selbdritt aus der Zeit um 1500 und eine Madonna mit Kind vom Ende des 15. Jahrhunderts im Schiff. Im Chor ist eine weitere rustikale Schnitzgruppe der heiligen Anna zu sehen; dazu gehört auch eine Darstellung der Heiligen Dreifaltigkeit als Dreipersonengruppe aus dem frühen 17. Jahrhundert, wie sie seit der Spätgotik in Niederbayern verbreitet ist.
Die Orgel ist ein Werk der Firma Ludwig Eisenbarth aus dem Jahr 1962 mit 15 Registern auf zwei Manualen und Pedal.